# KVC Jong Lede
Maillots
Dernière mise à jour : 29 juin 2018.
Le Koninklijke Voetbalclub Jong Lede est un club de football belge basé dans la ville de Lede. Le club porte le matricule 3957 et évolue en Division 3 Amateur lors de la saison 2018-2019, ce qui est sa 24e saison dans les séries nationales, dont 13 passées en Division 3.

## Histoire
Le club s'affilie à l'Union belge de football le 9 août 1943, et reçoit le matricule 3957. Il est versé dans les séries provinciales, d'où il émerge en 1972 pour rejoindre la Promotion. Le club s'adapte rapidement à au niveau national, et après une troisième place obtenue en 1975, il remporte le titre dans sa série en 1976, synonyme de montée en troisième division.
Durant ses premières années en Division 3, le KVC Jong Lede termine dans le haut du classement, avec comme point d'orgue une troisième place obtenue en 1981. Les années 1980 sont plus difficiles pour le club, qui termine dernier en 1989 et retourne en Promotion après treize saisons en troisième division. L'année suivante, le club subit une seconde relégation consécutive, et quitte les séries nationales après 18 saisons consécutives.
Le club passe les vingt prochaines années dans les séries provinciales. Le 8 septembre 1994, le club est reconnu « Société Royale » et adapte son nom en Koninklijke Voetbalclub Jong Lede. Au terme de la saison 2010-2011, il décroche une place dans le tour final provincial, qu'il remporte. Le club fait donc son retour en Promotion pour la saison 2011-2012. Le retour au niveau national est plutôt difficile pour le club, qui doit passer par les barrages pour assurer son maintien. La saison suivante n'est guère meilleure et voit le club rapidement distancé dans la lutte pour éviter les places de descendants. Le club se reprend trop tard pour éviter la relégation et termine en avant-dernière position, synonyme de renvoi vers la première provinciale.

## Résultats dans les divisions nationales
Statistiques mises à jour le 30 juin 2017

### Palmarès
- 1 fois champion de Belgique de Promotion en 1976.

### Bilan
| Niv | Divisions     | Jouées | Titres | TM Up | TM Down |
| --- | ------------- | ------ | ------ | ----- | ------- |
| I   | 1re nationale | 0      | 0      |       |         |
| II  | 2e nationale  | 0      | 0      |       |         |
| III | 3e nationale  | 13     | 0      |       |         |
| IV  | 4e nationale  | 8      | 1      |       | 1       |
| V   | 5e nationale  | 2      | 0      |       |         |
|     |               |        |        |       |         |
|     | TOTAUX        | 23     | 1      | 0     | 1       |

- TM Up : test-match pour départager des égalités, ou toutes formes de Barrages ou de Tour final pour une montée éventuelle.
- TM Down : test-match pour départager des égalités, ou toutes formes de Barrages ou de Tour final pour le maintien.

### Classements
| Ordre               | Saison  | Nom du club     | Niveau                         | Classement final | Remarques          |
| ------------------- | ------- | --------------- | ------------------------------ | ---------------- | ------------------ |
| 1                   | 1972-73 | VC Jong Lede    | Promotion série B              | 10e/16           |                    |
| 2                   | 1973-74 | VC Jong Lede    | Promotion série C              | 11e/16           |                    |
| 3                   | 1974-75 | VC Jong Lede    | Promotion série A              | 3e/16            |                    |
| 4                   | 1975-76 | VC Jong Lede    | Promotion série B              | 1er/16           | Champion et promu! |
| 5                   | 1976-77 | VC Jong Lede    | Division 3 série A             | 13e/16           |                    |
| 6                   | 1977-78 | VC Jong Lede    | Division 3 série B             | 5e/16            |                    |
| 7                   | 1978-79 | VC Jong Lede    | Division 3 série A             | 4e/16            |                    |
| 8                   | 1979-80 | VC Jong Lede    | Division 3 série A             | 5e/16            |                    |
| 9                   | 1980-81 | VC Jong Lede    | Division 3 série A             | 3e/16            |                    |
| 10                  | 1981-82 | VC Jong Lede    | Division 3 série B             | 14e/16           |                    |
| 11                  | 1982-83 | VC Jong Lede    | Division 3 série B             | 10e/16           |                    |
| 12                  | 1983-84 | VC Jong Lede    | Division 3 série B             | 11e/16           |                    |
| 13                  | 1984-85 | VC Jong Lede    | Division 3 série B             | 13e/16           |                    |
| 14                  | 1985-86 | VC Jong Lede    | Division 3 série B             | 11e/16           |                    |
| 15                  | 1986-87 | VC Jong Lede    | Division 3 série B             | 8e/16            |                    |
| 16                  | 1987-88 | VC Jong Lede    | Division 3 série B             | 10e/16           |                    |
| 17                  | 1988-89 | VC Jong Lede    | Division 3 série B             | 16e/16           | Relégué!           |
| 18                  | 1989-90 | VC Jong Lede    | Promotion série A              | 14e/16           | Relégué!           |
| séries provinciales |         |                 |                                |                  |                    |
| 19                  | 2011-12 | K. VC Jong Lede | Promotion série A              | 13e/16           | Barrages!          |
| 20                  | 2012-13 | K. VC Jong Lede | Promotion série A              | 16e/16           | Relégué!           |
| séries provinciales |         |                 |                                |                  |                    |
| 21                  | 2014-15 | K. VC Jong Lede | Promotion série A              | 14e/16           | Relégué!           |
| séries provinciales |         |                 |                                |                  |                    |
| 22                  | 2016-17 | K. VC Jong Lede | Division 3 Amateur VFV série A | 10e/16           |                    |
| 23                  | 2017-18 | K. VC Jong Lede | Division 3 Amateur VFV série A | 11e/16           |                    |